# Belagerung der Steinbrüche von Adschi-Muschkai

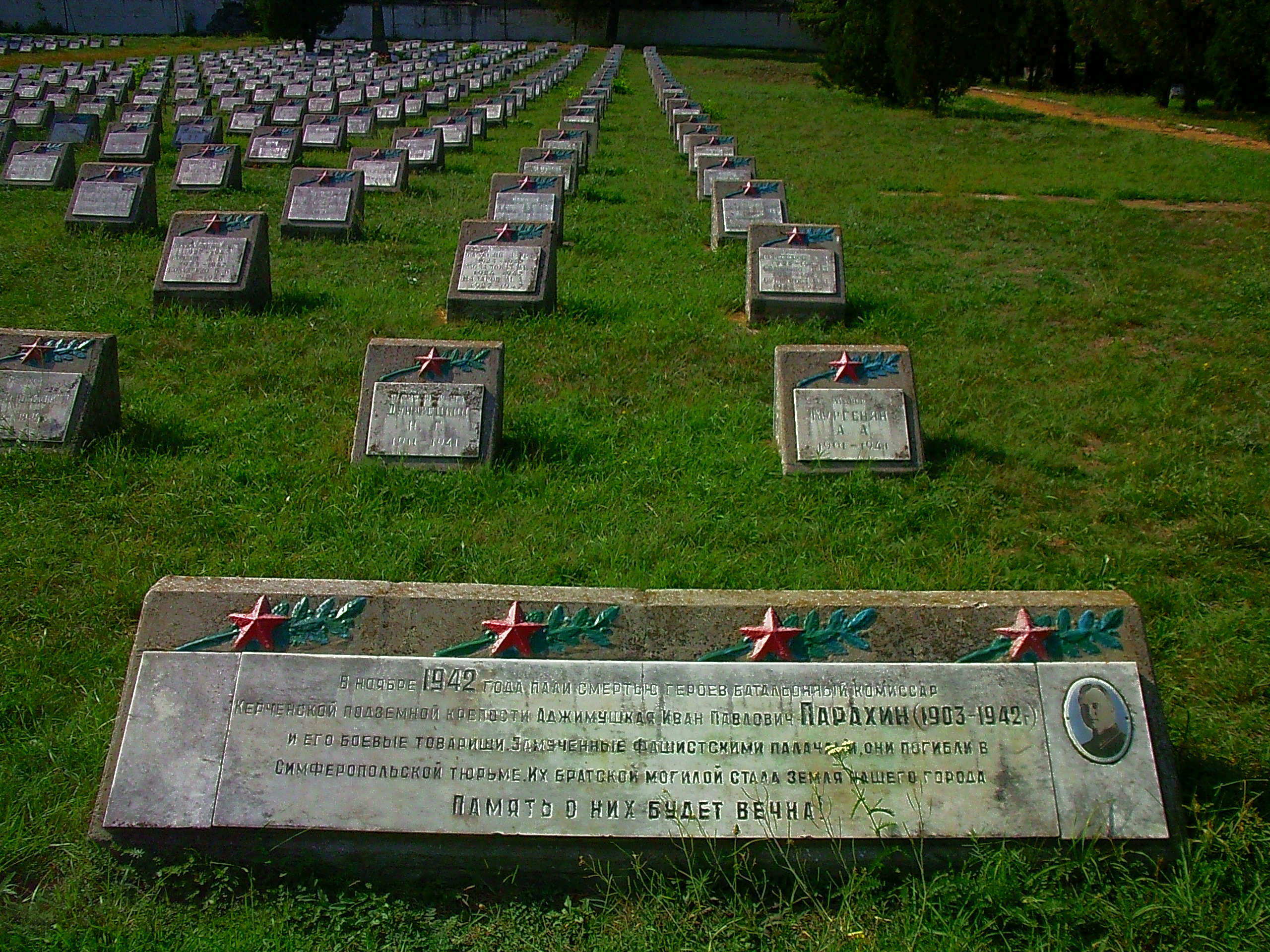
Der Soldatenfriedhof in der Adschi-Muschkai-Gedenkstätte

Die Belagerung der Steinbrüche von Adschi-Muschkai war ein Ereignis des Deutsch-Sowjetischen Krieges auf der Krim im Jahr 1942. In den unterirdischen Katakomben leisteten 13.000 Rotarmisten 170 Tage lang erbitterten Widerstand gegen die Angriffe der deutschen Wehrmacht.

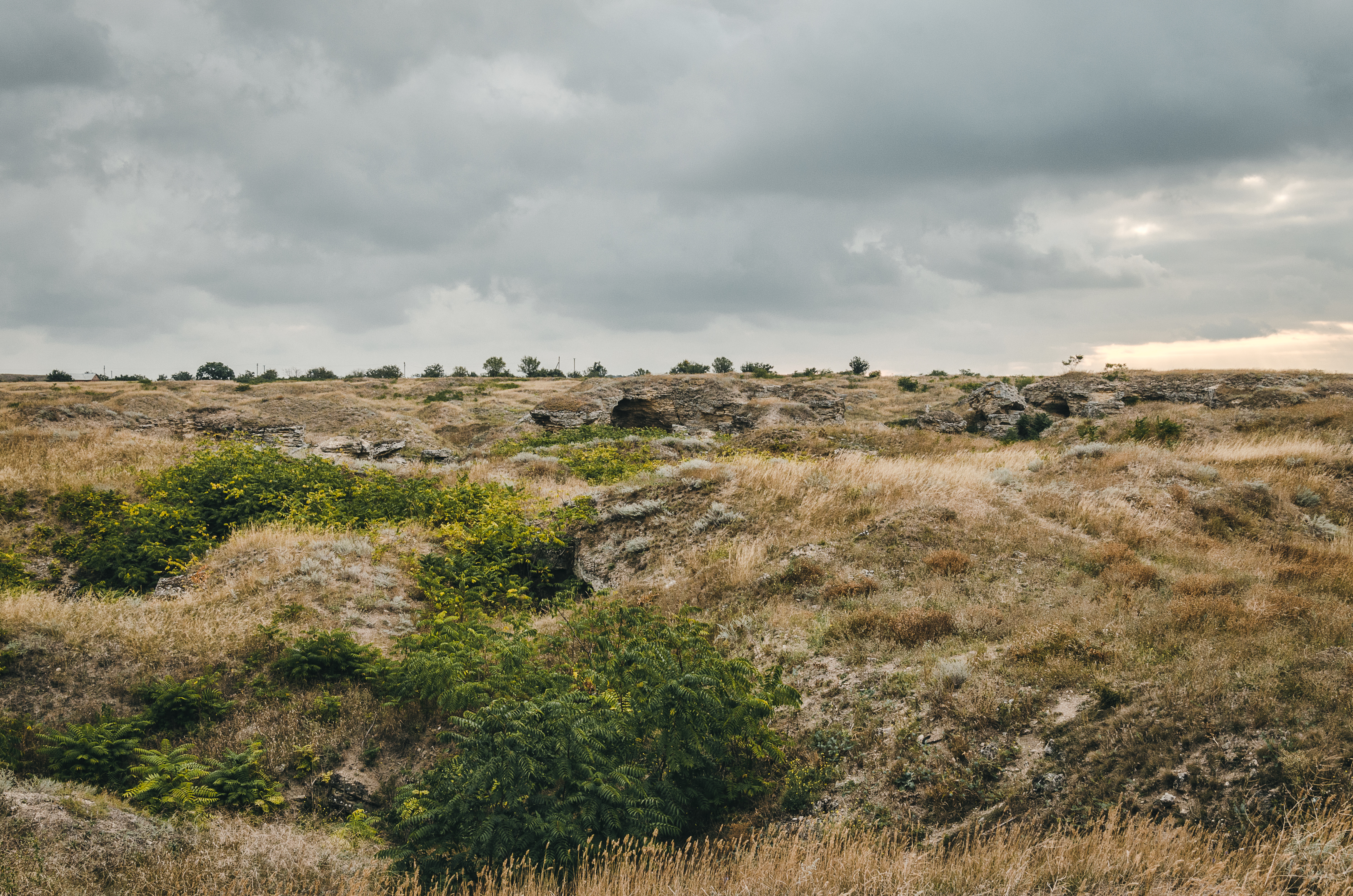
Landschaft an den Kalksteinbrüchen

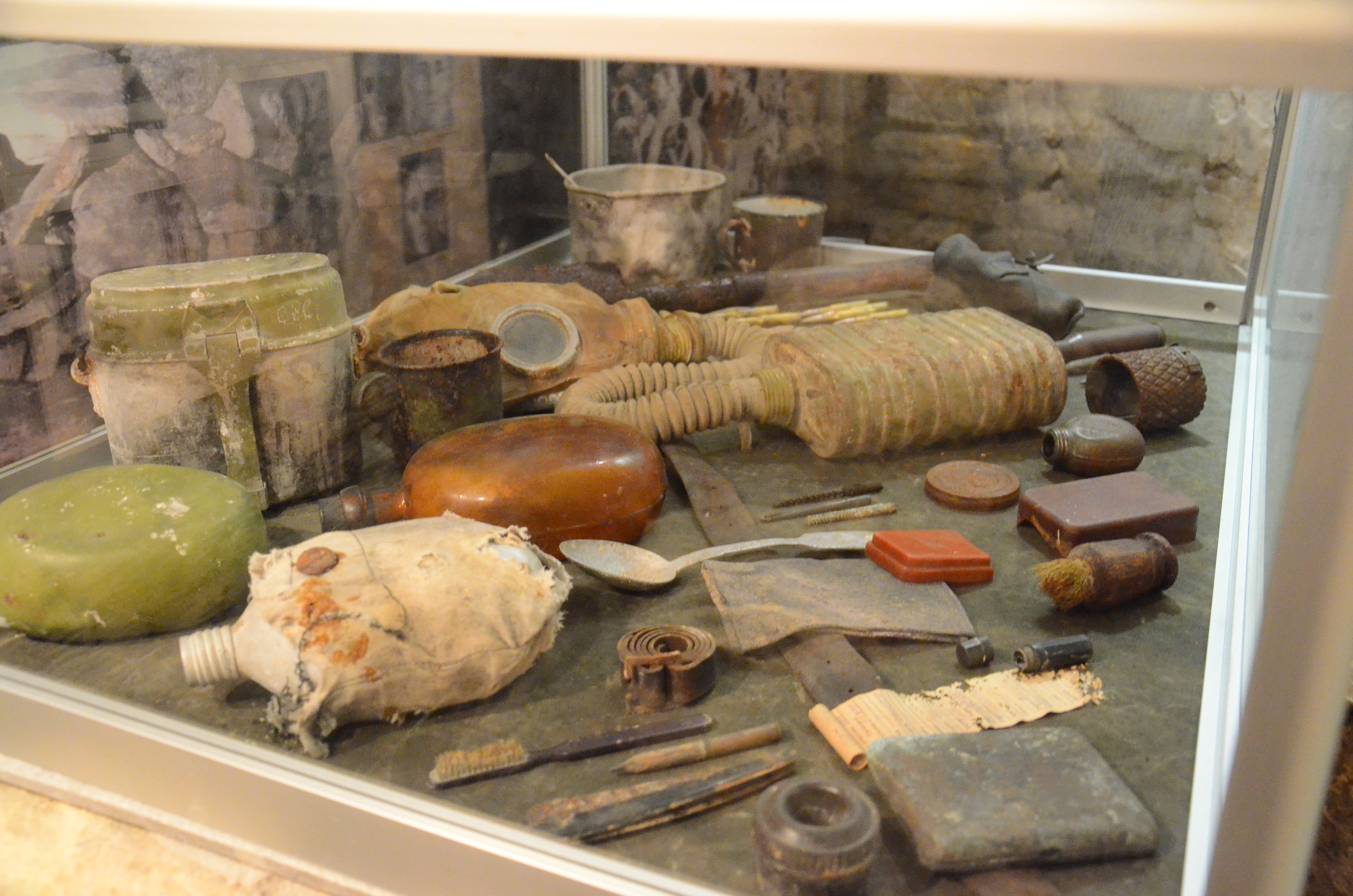
Gegenstände aus den Katakomben im Museum

Nachdem die Wehrmacht im Rahmen des Unternehmens Trappenjagd einen Sieg über die sowjetischen Truppen errungen hatte, zogen sich die noch intakten Teile der sowjetischen Krimfront auf die Halbinsel Taman zurück. Ein Verband von ca. 13.000 Mann unter dem Befehl von Oberst Pawel Jagunow deckte den Rückzug. Er verschanzte sich ab dem 13. Mai in den Steinbrüchen von Adschi-Muschkai (krimtatarisch Acı Muşqay), einem nördlichen Vorort der Stadt Kertsch. Der Kalksteinabbau in diesem Gebiet datiert bis zur Antike zurück, so dass dort weitverzweigte unterirdische Katakomben bestanden. Etwa 10.000 Mann fanden in den Großen und etwa 3000 Mann in den Kleinen Katakomben einen Rückzugsraum.
Anfänglich konnten die Deutschen nicht nachvollziehen, woher die plötzlich in ihrem rückwärtigen Gebiet angreifenden Teile der Roten Armee kamen. Doch bald wurde das Versteck entdeckt und zusätzliche Wehrmachtsverbände angefordert. Durch intensive Angriffe konnten die deutschen Truppen die Rotarmisten ins Innere der unterirdischen Steinbrüche drängen, jedoch erwiesen sich jegliche Versuche, die Katakomben zu erstürmen, als erfolglos. Jagunows Truppen wehrten alle Angriffe ab.
Die Katakomben waren nicht für eine Langzeit-Belagerung ausgelegt. Es gab keine großen Essens-, Medizin-, Waffen- und Munitionsvorräte und die Brunnen befanden sich außerhalb. Jeder Ausfall, um ans Wasser zu kommen, wurde von Kämpfen begleitet. Später schrieben die Überlebenden, dass jeder Eimer Wasser mit einem Eimer Blut bezahlt werden musste. Bald konnten die Deutschen anhand der sowjetischen Ausfälle das Wasserproblem der Belagerten erkennen und schütteten die Brunnen zu.
Die Situation wurde für die Belagerten zunehmend kritisch, da es an Munition, Essen und Wasser fehlte. Deutsche Pioniere sprengten Stolleneingänge zu. Am 30. Oktober 1942 konnten die Deutschen die Katakomben schließlich einnehmen und die wenigen noch überlebenden Verteidiger gefangen nehmen. Von den ca. 13.000 Rotarmisten, die sich in die Katakomben begeben hatten, überlebten nach einer 170-tägigen Belagerung nur 48. Einige von ihnen wurden von den Deutschen in Simferopol hingerichtet.
Die Verteidigung der Steinbrüche von Adschi-Muschkai wird in mehreren literarischen Werken behandelt. Seit 1966 besteht in den Katakomben ein Museum, seit 1982 eine oberirdische Gedenkstätte. 1986 wurde der sowjetische Spielfilm Vom Himmel herabgestiegen (russisch Сошедшие с небес) mit Wera Glagolewa und Alexander Abdulow gedreht, der dieses historische Ereignis thematisiert.
Auch der Asteroid (1903) Adzhimushkaj ist den Verteidigern gewidmet.